# Grapefruits (可苦可樂專輯)
《grapefruits》，是日本樂團可苦可樂的第2張錄音室專輯。2002年8月28日發行。

## 簡介
前作《Roadmade》約1年之後發行。
收錄了《風》、《希望之歌/太陽》中的兩首和重新錄製的《YOU》四首單曲。

## 收錄曲目
全編曲：可苦可樂　全作詞及作曲：小淵健太郎、特記除外
1. 新地點（新しい場所）
2. 她
3. Overflow　作詞、作曲：黑田俊介
4. 希望之歌（願いの詩）
5. GRAPEFRUITS DAYS
6. 小渕君的狗狗之歌（小渕君の犬のうた）
7. YOU（grapefruits mix）
8. 雨傘
9. 太陽
10. 光
11. 翅膀啊、那就是巴黎之燈（翼よあれが巴里の灯だ）　作詞、作曲：黑田俊介
12. 風

## 外部連結
- grapefruits （页面存档备份，存于）